# 沃龍措韋
51°40′49″N 33°27′28″E / 51.68028°N 33.45778°E
沃龍措韋（烏克蘭語：Воронцове）是位於烏克蘭東北部的村莊，由蘇梅州科諾托普區的克羅萊韋茨市鎮負責管轄。該村距離埃斯曼河3公里，海拔高度167米，2001年該村落人口79。